# Ring 1 (Brønderslev)
 For alternative betydninger, se Ring 1. (Se også artikler, som begynder med Ring 1)
Ring 1 ofte benævnt O1 er en ca. 1,7 km indre ringvej der går rundt om Brønderslev Centrum. 
Ringvejen skal være med til at få den tunge trafik uden om Brønderslev Centrum, så midtbyen ikke bliver belastet af så meget gennemkørende trafik.
Vejen består af Vestergade - Ny Banegårdsgade – Algade – Nørregade – Gravensgade – Dannebrogsgade – Torvegade - Algade – Slagterigade og ender til sidst i Vestergade igen.